# Jorgos Dzialas
Jorgos Dzialas, gr. Γεώργιος Τζιάλλας (ur. 14 lipca 1987 w Janinie) – grecki wioślarz.

## Osiągnięcia
- Mistrzostwa Świata Juniorów – Ateny 2003 – czwórka podwójna – 5. miejsce[1].
- Mistrzostwa Świata Juniorów – Banyoles 2004 – ósemka – 11. miejsce[1].
- Mistrzostwa Świata Juniorów – Brandenburg 2005 – ósemka – 7. miejsce[1].
- Mistrzostwa Świata U-23 – Hazewinkel 2006 – czwórka bez sternika – 2. miejsce[1].
- Mistrzostwa Świata – Eton 2006 – dwójka ze sternikiem – 6. miejsce[1].
- Mistrzostwa Świata U-23 – Glasgow 2007 – dwójka bez sternika – 1. miejsce[1].
- Mistrzostwa Świata – Monachium 2007 – czwórka bez sternika – 13. miejsce[1].
- Mistrzostwa Europy – Poznań 2007 – czwórka bez sternika – 3. miejsce[1].
- Mistrzostwa Europy – Ateny 2008 – czwórka bez sternika – 1. miejsce[1].
- Mistrzostwa Świata U-23 – Račice 2009 – dwójka bez sternika – 1. miejsce[1].
- Mistrzostwa Świata – Poznań 2009 – czwórka bez sternika – 10. miejsce[1].
- Mistrzostwa Europy – Brześć 2009 – czwórka bez sternika – 1. miejsce[1].
- Mistrzostwa Europy – Montemor-o-Velho 2010 – dwójka bez sternika – 1. miejsce[1].